# Japan Ice Hockey League 1993/94
Die Saison 1993/94 war die 28. Spielzeit der Japan Ice Hockey League, der höchsten japanischen Eishockeyspielklasse. Meister wurden zum insgesamt 13. Mal in der Vereinsgeschichte die Ōji Eagles. Topscorer mit 46 Punkten wurde Toshiyuki Sakai vom Kokudo Ice Hockey Club.

## Modus
In der Regulären Saison absolvierte jede der sechs Mannschaften insgesamt 30 Spiele. Die drei bestplatzierten Mannschaften qualifizierten sich für die Playoffs, wobei der Erstplatzierte direkt für das Finale qualifiziert war. Die Playoffs wurden im Best-of-Five-Modus ausgetragen. Für einen Sieg erhielt jede Mannschaft zwei Punkte, bei einem Unentschieden einen Punkt und bei einer Niederlage null Punkte.

## Reguläre Saison

### Tabelle
|    | Team                       | GP | W  | L  | T | GF  | GA  | Pts |
| -- | -------------------------- | -- | -- | -- | - | --- | --- | --- |
| 1. | Kokudo Ice Hockey Club     | 30 | 24 | 5  | 1 | 140 | 66  | 49  |
| 2. | Ōji Eagles                 | 30 | 22 | 6  | 2 | 136 | 76  | 46  |
| 3. | Seibu Prince Rabbits       | 30 | 15 | 11 | 4 | 90  | 89  | 34  |
| 4. | Nippon Paper Cranes        | 30 | 12 | 17 | 1 | 95  | 121 | 25  |
| 5. | Snow Brand Ice Hockey Club | 30 | 6  | 19 | 5 | 69  | 109 | 17  |
| 6. | Furukawa Ice Hockey Club   | 30 | 3  | 24 | 3 | 58  | 127 | 9   |

GP = Spiele, W = Siege, L = Niederlagen, T = Unentschieden

## Playoffs

### Halbfinale
- Ōji Eagles – Seibu Prince Rabbits 3:0 Siege (5:1, 4:2, 3:2)

### Finale
- Kokudo Ice Hockey Club – Ōji Eagles 1:3 Siege (2:5, 5:4, 2:3, 2:4)

## Topscorer
Abkürzungen: T = Tore, A = Assists, P = Punkte, Fettschrift = Bestwert
|     | Spieler            | Team       | T  | A  | P  |
| --- | ------------------ | ---------- | -- | -- | -- |
| 1.  | Toshiyuki Sakai    | Kokudo     | 14 | 32 | 46 |
| 2.  | Norio Suzuki       | Ōji        | 11 | 27 | 38 |
| 3.  | Toshiyuki Yajima   | Ōji        | 24 | 12 | 36 |
| 4.  | Isao Suzuki        | Kokudo     | 20 | 13 | 33 |
| 5.  | Fumihiro Takahashi | Seibu      | 14 | 15 | 29 |
| 6.  | Akihito Sagisawa   | Ōji        | 15 | 13 | 28 |
| 7.  | Taku Takahashi     | Seibu      | 11 | 16 | 27 |
| 8.  | Syuji Momoi        | Ōji        | 15 | 11 | 26 |
| 9.  | Motoki Ebina       | Kokudo     | 14 | 11 | 25 |
| 10. | Yuji Iwamoto       | Snow Brand | 15 | 8  | 23 |
| 11. | Takayuki Seto      | Cranes     | 13 | 10 | 23 |
| 12. | Kenji Tanaka       | Snow Brand | 9  | 14 | 23 |

## Auszeichnungen
- Most Valuable Player – Toshiyuki Yajima, Ōji Eagles
- Rookie of the Year – Junji Sakata, Kokudo Ice Hockey Club

## All-Star-Team
| Tor          | Shinichi Iwasaki (Kokudo) | Shinichi Iwasaki (Kokudo) | Shinichi Iwasaki (Kokudo) | Shinichi Iwasaki (Kokudo) | Shinichi Iwasaki (Kokudo) | Shinichi Iwasaki (Kokudo) |
| Verteidigung | Kunio Takagi (Kokudo)     | Kunio Takagi (Kokudo)     | Kunio Takagi (Kokudo)     | Tatsuki Katayama (Kokudo) | Tatsuki Katayama (Kokudo) | Tatsuki Katayama (Kokudo) |
| Sturm        | Toshiyuki Sakai (Kokudo)  | Toshiyuki Sakai (Kokudo)  | Norio Suzuki (Ōji)        | Norio Suzuki (Ōji)        | Toshiyuki Yajima (Ōji)    | Toshiyuki Yajima (Ōji)    |